# Biathlon-Weltmeisterschaften 1969
Die 9. Biathlon-Weltmeisterschaften fanden 1969 im polnischen Wintersportort Zakopane statt. Wegen der Olympischen Winterspiele hatte es im Vorjahr turnusmäßig keine Biathlon-Weltmeisterschaften gegeben.

## Männer

### Einzel 20 km
| Platz | Sportler           | Zeit [h]  | Schießfehler |
| ----- | ------------------ | --------- | ------------ |
| 01    | Alexander Tichonow | 1:22:46,2 | 5 (2+1+1+1)  |
| 02    | Rinnat Safin       | 1:22:49,0 | 3 (0+1+1+1)  |
| 03    | Magnar Solberg     | 1:24:00,7 | 5 (1+1+1+2)  |
| 04    | Nikolai Pusanow    | 1:24:58,9 | 4 (0+2+2+0)  |
| 05    | Miki Shibuay       | 1:24:59,9 | 3 (2+1+0+0)  |
| 06    | Horst Koschka      | 1:25:39,0 | 3 (2+0+1+0)  |
| 07    | Joachim Günther    | 1:25:40,5 | 0 (0+0+0+0)  |
| 08    | Pavel Ploc         | 1:25:52,5 | 2 (0+0+1+1)  |
| 09    | Norwegen           | 1:26:27,9 | 5 (1+2+1+1)  |
| 10    | Schweden           | 1:26:28,5 | 3 (0+2+1+0)  |
| …     |                    |           |              |

Datum: 27. Februar

### Staffel 4 × 7,5 km
| Platz | Land             | Sportler                                                                       | Zeit [h]  | Schieß- fehler |
| ----- | ---------------- | ------------------------------------------------------------------------------ | --------- | -------------- |
| 01    | Sowjetunion      | Alexander Tichonow Wiktor Mamatow Rinnat Safin Wladimir Gundarzew              | 1:57:55,1 | 0              |
| 02    | Norwegen         | Jon Istad Ragnar Tveiten Magnar Solberg Esten Gjelten                          | 2:03:58,6 | 2              |
| 03    | Finnland         | Kalevi Vähäkylä Mauri Röppänen Mauno Peltonen Esko Marttinen                   | 2:05:04,1 | 4              |
| 04    | Tschechoslowakei | Ladislav Žižka Pavel Ploc Stanislav Fajstavr Vladimir Jezabel                  | 2:06:37,8 | 2              |
| 05    | DDR              | Hans-Gert Jahn Joachim Günther Horst Koschka Dieter Speer                      | 2:06:49,0 | 3              |
| 06    | Polen            | Józef Różak Józef Gąsienica Sobczak Stanisław Łukaszczyk Stanisław Szczepaniak | 2:10:28,1 | k. A.          |
| 07    | Japan            | Miki Shibuya Yoshiyuki Shirate Isao Ono Yoshio Ninomine                        | 2:11:12,2 | k. A.          |
| 08    | Frankreich       | Daniel Claudon René Arpin Jean-Claude Viry Aimé Gruet-Masson                   | 2:11:34,5 | k. A.          |
| 09    | Rumänien         | Ion Ţeposu Nicolae Bărbășescu Constantin Carabela Vilmoș Gheorghe              | 2:14:28,3 | k. A.          |
| 10    | Schweden         | Olle Petrusson Tore Eriksson Per Halvarsson Holmfrid Olsson                    | 2:14:55,2 | k. A.          |
| 11    | BR Deutschland   | Josef Niedermeier Theo Merkel Arthur Bodenmüller Xaver Kraus                   | 2:15:18,2 | k. A.          |
| …     |                  |                                                                                |           |                |

Datum: 2. März

## Medaillenspiegel
| Platz | Nation      | Gold | Silber | Bronze | Gesamt |
| ----- | ----------- | ---- | ------ | ------ | ------ |
| 1     | Sowjetunion | 2    | 1      | 0      | 3      |
| 2     | Norwegen    | 0    | 1      | 1      | 2      |
| 3     | Finnland    | 0    | 0      | 1      | 1      |

| Platz | Sportler           | Gold | Silber | Bronze | Gesamt |
| ----- | ------------------ | ---- | ------ | ------ | ------ |
| 1     | Alexander Tichonow | 2    | 0      | 0      | 2      |
| 2     | Rinnat Safin       | 1    | 1      | 0      | 2      |
| 3     | Wiktor Mamatow     | 1    | 0      | 0      | 1      |
| 3     | Wladimir Gundarzew | 1    | 0      | 0      | 1      |
| 5     | Magnar Solberg     | 0    | 1      | 1      | 2      |
| 6     | Jon Istad          | 0    | 1      | 0      | 1      |
| 6     | Ragnar Tveiten     | 0    | 1      | 0      | 1      |
| 6     | Esten Gjelten      | 0    | 1      | 0      | 1      |
| 9     | Kalevi Vähäkylä    | 0    | 0      | 1      | 1      |
| 9     | Mauri Röppänen     | 0    | 0      | 1      | 1      |
| 9     | Mauno Peltonen     | 0    | 0      | 1      | 1      |
| 9     | Esko Marttinen     | 0    | 0      | 1      | 1      |